# Steve Plunkett
Steve Plunkett (1953) è un cantante, chitarrista, compositore e produttore discografico statunitense, leader degli Autograph.

## Biografia
La carriera di Plunkett attorno ai fine anni settanta e primi anni ottanta, quando milita in varie band come i John Doe, i Looker e i Wolfgang. Nei Looker aveva conosciuto il chitarrista Steve Lynch, mentre nei Wolfgang il bassista Randy Rand. Mentre poi Rand raggiunse la band di Lita Ford, Plunkett entrò nella AOR Silver Condor, a sostituzione del chitarrista Earl Slick, noto per le sue collaborazioni con David Bowie. I Silver Condor avevano già pubblicato un disco omonimo nel 1981. Con Plunkett in formazione, il gruppo pubblica il secondo album Trouble at Home nel 1983 per la Epic Records, a cui parteciparono come special guest Neal Schon (Journey, Bad English) e Rick Derringer. Tuttavia Plunkett presto abbandonò il progetto perché frustrato dal fatto che le sue composizioni non vennero prese in considerazione dalla band. Egli cominciò a scrivere alcuni brani, e convinto ad intraprendere la carriera solista, contattò alcuni suoi vecchi colleghi.
Una volta avviato il progetto, la band registrò una demo contenente i brani "Deep End", "Friday", "In the Night" e "Send Her to Me". Plunkett fece poi ascoltare i brani al produttore Andy Johns, che egli aveva già incontrato durante l'esperienza con i Silver Condor. 
Johns fu soddisfatto del lavoro, e decise di far loro registrare una nuova demo gratis ai Record Plant Studios di Los Angeles. Intravisto il possibile sbocco, Plunkett e gli altri membri decisero di diventare una vera band. Scelsero il nome Autograph, ispirato dalla celebre canzone dei Def Leppard, "Photograph". Anche le sonorità erano fortemente ispirate a quelle del celebre gruppo britannico. Il batterista Keni Richards conobbe in questo periodo il frontman dei Van Halen, David Lee Roth, che permise agli Autograph di suonare da spalla ai VH. Pochi mesi dopo, ottengono un contratto con la RCA Records e pubblicano il debutto intitolato Sign in Please nel 1984. Questo lavoro ottenne un buon successo grazie anche alla famosa hit "Turn up the Radio". Anche il secondo album That's the Stuff non fu da meno, ottenendo nuovamente il disco d'oro. Tuttavia, con la pubblicazione del terzo disco Loud and Clear si assiste al declino della band, dovuto alla perdita dell'interessamento da parte dell'etichetta. Gli Autograph finirono cos' per abbandonare la major, e sciogliersi nel 1989.
Plunkett intraprese poi la carriera solista pubblicando l'album My Attitude nel 1991. Contribuirono al songwriting nella traccia "So Mysterious" Butch Walker e Jesse Harte dei Southgang. Nel 1993 la band Every Mother's Nightmare pubblica il disco Wake Up Screaming, dove includerà la cover di Steve Plunkett "If I Had My Way", tratta dal suo disco solista. Plunkett partecipò anche alla composizione dei brani "How Much Love" e "Streets in Paradise" per l'album delle Vixen Rev It Up (1990) oltre al brano "Love Ain't Enough" contenuto nel disco dei Southgang Tainted Angel (1991). Nel 1993 partecipò come corista e songwriter anche al disco Afterlife del supergruppo Blackthorne. Steve si dedicò inoltre alla produzione di alcuni album e demo di gruppi emergenti come i Sic Vikki e Jackie Eynon.
In questi anni comporrà la colonna sonora della celebre serie tv Settimo cielo.
Nel 1997 l'etichetta tedesca USG Records convinse il cantante a pubblicare un album raccolta di materiale irrealizzato degli Autograph, che verrà intitolato Missing Pieces.
Più tardi Steve fondò una nuova band chiamata Winslow Liege, con il bassista e il batterista che avevano registrato il disco di Alanis Morissette Jagged Little Pill (1995). Questi erano Lance Morrison e Matt Laug (futuro turnista per Vasco Rossi).
Nel 2001 scriverà, assieme Peter Beckett, la traccia "Livin' the Life", che sarà inclusa nella colonna sonora del film Rock Star.
Nell'ottobre 2002 venne diffusa la notizia che Plunkett aveva ripreso il nome degli Autograph firmando per l'etichetta tedesca Point Records, ed era intenzionato ad incidere un nuovo album. Per questo nuovo disco, il fontman arruolerà i colleghi nei Winslow Liege Morrison e Laug in aggiunta al chitarrista T.J. Helmerich (ex Planet X). Nel 2003 venne pubblicato così il quarto album in studio degli Autograph a distanza di 16 anni dal precedente, esso sarà intitolato Buzz.
Nel 2005 Plunkett partecipa alla produzione del disco It's Me Again dei Tweet. Lo si nota anche nella composizione del brano "Beautiful Day", colonna sonora della serie tv Summerland.

## Discografia

### Solista
- My Attitude (1991)

### Con gli Autograph

#### In studio
- Sign in Please (1984)
- That's the Stuff (1985)
- Loud and Clear (1987)
- Buzz (2003)

#### Raccolte
- Missing Pieces (1997)
- More Missing Pieces (2004)

### Altri album
- Silver Condor - Trouble At Home (1983)
- House of Lords - Sahara (1990)
- Blackthorne - Afterlife (1993)
- Tamara Champlin - You Won't Get To Heaven Alive (1994)
- Marc Ferrari and Friends - Guest List (1995)